# Alexander Olegowitsch Milanin
Alexander Olegowitsch Milanin (russisch Александр Олегович Миланин, wiss. Transliteration Aleksandr Olegovič Milanin; * 17. März 2000 in Magadan) ist ein russischer Nordischer Kombinierer.

## Werdegang
Milanin begann in seiner Jugend mit dem alpinen Skisport, ehe er sich im Jahr 2008 für das Skispringen entschied. Sieben Jahre später wechselte er zur Nordischen Kombination und trat 2017 UOR-2 Moskau bei. Sein internationales Debüt gab er bei den Nordischen Junioren-Skiweltmeisterschaften 2018 in Kandersteg, wo er in den Gundersen-Wettbewerben über zehn und fünf Kilometer 41. bzw. 45. wurde sowie den elften Platz im Team belegte. Zum Saisonabschluss im März 2018 debütierte er in Nischni Tagil im Continental Cup, verpasste jedoch die Punkteränge deutlich. Bei den Nordischen Junioren-Skiweltmeisterschaften 2019 in Lahti lief er im Gundersen Einzel über fünf Kilometer auf Rang 33, ehe er gemeinsam mit Witali Scharschawin, Eduard Schirnow und Artjom Galunin Neunter im Team wurde. Zum Abschluss erreichte er im Gundersen-Wettkampf über zehn Kilometer den 39. Platz. Im Anschluss ging er erstmals wieder im Continental Cup an den Start, doch konnte er sowohl in Eisenerz als auch in Nischni Tagil keine Punktgewinne erzielen. Im September 2019 holte Milanin bei den russischen Sommer-Meisterschaften in Tschaikowski als Dritter seine erste nationale Medaille. In der Saison 2019/20 trat er erstmals am Continental-Cup-Wochenende Ende Februar 2020 in Eisenerz bei einem internationalen Wettbewerb an, konnte allerdings wie in den Vorjahren die Punkteränge im Einzel nicht erreichen. Am zweiten Wettkampftag nahm er am erstmals ausgetragenen Mixed-Team-Wettbewerb an, den er gemeinsam mit Alexandra Glasunowa, Stefanija Nadymowa und Ernest Jachin auf dem siebten Platz abschloss. Bei den Nordischen Junioren-Skiweltmeisterschaften 2020 in Oberwiesenthal belegte er den 32. Platz im Einzel sowie Rang zwölf im Team und wurde darüber hinaus Sechster im Mixed-Team.
Im Winter 2020/21 startete Milanin zunächst im Continental Cup. Am 15. Januar 2021 lief er in Klingenthal auf Rang 21 vor und gewann so seine ersten zehn Punkte. Auch am folgenden Wochenende in Eisenerz gelangen ihm als bester Russe Punktgewinne, weshalb er Anfang Februar erstmals ins russische Weltcup-Team nominiert wurde. Bei seinem Debüt in Klingenthal wurde er überrundet und belegte letztlich Rang 49, wohingegen er tags darauf aufgrund einer besseren Sprungleistung den 38. Platz einnahm. Bei den Nordischen Skiweltmeisterschaften 2021 in Oberstdorf kam Milanin beim Einzel nach der Gundersen-Methode von der Normalschanze zum Einsatz und erreichte den 42. Platz. Zwei Tage später wurde er gemeinsam mit Samir Mastijew, Wjatscheslaw Barkow und Artjom Galunin mit rund achteinhalb Minuten Rückstand auf die Sieger Zehnter in der Staffel. Auch in der zweiten WM-Woche durfte er beide Wettbewerbe absolvieren. So belegte er im Gundersen Einzel von der Großschanze den 45. Platz, ehe er gemeinsam mit Samir Mastijew den Teamsprint nach einer Überrundung als Dreizehnter abschloss. Nach weiteren Punktgewinnen am Continental-Cup-Wochenende in Nischni Tagil belegte er in der Gesamtwertung den 45. Platz. Bei den russischen Meisterschaften Ende März 2021 in Nischni Tagil wurde Milanin im Gundersen Einzel von der Normalschanze Fünfter und gewann darüber hinaus im Team sowie im Teamsprint seine ersten Meistertitel bei den Herren.

## Privates
Milanin hat vier Brüder und sechs Schwestern.

## Statistik

### Continental-Cup-Platzierungen
| Saison  | Platz | Punkte |
| ------- | ----- | ------ |
| 2020/21 | 45.   | 42     |